# Czemlewo
Czemlewo – wieś w Polsce, położona w województwie kujawsko-pomorskim, w powiecie bydgoskim, w gminie Dąbrowa Chełmińska. W latach 1975–1998 miejscowość administracyjnie należała do województwa bydgoskiego.

## Położenie
Miejscowość położona jest w gminie Dąbrowa Chełmińska, powiecie bydgoskim, na historycznej Ziemi Chełmińskiej. Wieś położona jest na wysoczyźnie morenowej w zachodniej części Wysoczyzny Chełmińskiej, na krawędzi zbocza Doliny Dolnej Wisły. W otoczeniu wsi wysoczyzna urozmaicona jest kemami oraz licznymi formami wklęsłymi, wytopiskowymi lodowca, zajętymi przez niewielkie oczka wodne, bądź torfowiska.

## Nazwa
Miejscowość występowała w dokumentach XIII-wiecznych pod nazwą Schimilowe.

## Charakterystyka

### Demografia
Według Narodowego Spisu Powszechnego (III 2011 r.) Czemlewo liczyło 280 mieszkańców. Jest dziewiątą co do wielkości miejscowością gminy Dąbrowa Chełmińska.

### Przyroda i rekreacja
Wieś położona jest na obszarze o wysokich walorach przyrodniczych. Jest otoczona dużym kompleksem leśnym. Na zachód od wsi w obniżeniu terenu leży użytek ekologiczny – śródleśne jezioro Skrzynka, a w promieniu kilku kilometrów cztery rezerwaty przyrody: Las Mariański, Wielka Kępa Ostromecka, Linje oraz Reptowo, które chronią siedliska związane z doliną Wisły: łęgi, grądy i bory mieszane, torfowiska i stanowisko lęgowe czapli siwej. W 2003 tereny otaczające wieś włączono w obszar Zespołu Parków Krajobrazowych Chełmińskiego i Nadwiślańskiego.

### Szlaki turystyczne
Przez Czemlewo przebiegają szlaki turystyczne:
- pieszy szlak turystyczny (48,4 km) „Rezerwatów Chełmińskich”, wiodący z Bydgoszczy-Fordonu do Chełmna[5]
- szlak rowerowy „Po Dolinie Dolnej Wisły” Cierpice-Bydgoszcz-Świecie-Nowe-Gniew-Tczew-Kwidzyn-Grudziądz-Świecie-Ostromecko-Zamek Bierzgłowski

### Archeologia
We wsi na nieznacznej wyniosłości, między drogami wiodącymi z Janowa do Jarzębieńca i z Czemlewa do Rafy stwierdzono stanowisko archeologiczne. Znaleziono tu około 100 grobów popielnicowych z okresu halsztackiego.

### Dawne cmentarze
Na terenie wsi zlokalizowany jest nieczynny cmentarz ewangelicki.

## Historia
Wieś wzmiankowano po raz pierwszy w akcie granicznym krzyżackiego mistrza krajowego Konrada von Thierberg, który w 1285 roku oznaczył wdowie Kunegundzie i jej synowi Bartłomiejowi granicę, oddzielającą wieś Czarże m.in. od wsi Czemlewo. W czasie wojen polsko-krzyżackich wieś została splądrowana i wyludniona. Po pokoju toruńskim w 1466 nastąpiło ożywienie akcji osiedleńczej oraz odbudowa gospodarcza. W 1609 roku Czemlewo nabyły siostry benedyktynki dla ich klasztoru w Chełmnie. W tym czasie dzięki posagowi ksieni Magdaleny Mortęskiej, benedyktynki nabyły również m.in. Janowo, Pień, Wałdowo Królewskie i część Czarża.
W okresie zaborów (1772-1918) folwark benedyktynek chełmińskich przeszedł pod zarząd pruski. W 1881 obszar łączny dóbr ziemskich w Czemlewie wynosił 841 mórg pruskich. We wsi znajdowało się 8 budynków mieszkalnych. Miejscowość zamieszkiwało 88 osób, w tym 63 katolików i 25 ewangelików, głównie mało- i średniorolnych chłopów. W okresie międzywojennym w Czemlewie funkcjonowała czteroklasowa szkoła elementarna, która dawała możliwość zdobycia wykształcenia podstawowego, lecz uniemożliwiała dostęp do szkół wyższego typu.

### Jarzębiniec
W skład miejscowości Czemlewo wchodzi historyczna wieś Jarzębiniec, którą w XVI wieku władał szlachecki ród Jarzębińskich herbu Radwan. W XVII wieku jej właścicielami był ród Działyńskich z Gzina. Wieś składała się z folwarku administrowanego przez dwór w Gzinie i dzierżawców - chłopów zobowiązanych do świadczeń pieniężnych i pańszczyzny na rzecz dworu. W 1611 około 65 ha gruntów we wsi Jarzębiniec nabyły benedyktynki z Chełmna, których ksienią była Magdalena Mortęska. Po sekularyzacji dóbr zakonnych w 1821 roku majątek przejęły władze pruskie, w imieniu których zarządzał Urząd Domenalny w Unisławiu podległy Rejencji Królewskiej w Kwidzynie. Folwark zakonny wydzierżawiono dwóm osadnikom: Szymonowi Zielińskiemu i Janowi Kociniewskimu. Odtąd wieś nosiła nazwę dwuczłonową: Jarzębiniec Królewski (były folwark zakonny) i Jarzębiniec Szlachecki (folwark majątku gzińskiego). Po wejściu w życie pruskiej ustawy uwłaszczeniowej, w 1852 roku nastąpiło nowe wytyczenie granic i regulacja gruntów. W drugiej połowie XIX wieku nastąpiła powolna wyprzedaż ziemi należącej do folwarku w Jarzębińcu, dotychczas będącej własnością majątku w Gzinie. Pod koniec XIX wieku Jarzębiniec Szlachecki i leżący obok Jarzębiniec Królewski zostały włączone do wsi Czemlewo.